# Fachan
En la mitologia escocesa, el fachan (o fachin) és un monstre o gegant descrit per John Francis Campbell en els Popular Tales of the West Highlands (Contes populars de les Terres Altes Occidentals) que té un sol ull al centre de la seva cara, una gran boca, una sola mà que sobresurt del seu pit (sense braç), i una sola cama que surt del seu eix central. Té un floc de pèls a la part superior del cap, del que Campbell diu «és més fàcil agafar una muntanya des de la seva base que doblegar el seu floc». La llegenda diu que el seu aspecte terrorífic podia causar la mort per atac cardíac només veure'l. Entre les seves prerrogatives demoníaques, «podia destruir, durant la nit, arbre per arbre, tot un hort, amb el seu poderós braç».
A Campbell li crida l'atenció sobre la possible influència de les criatures de la mitologia àrab, com el Nasnas (النَّسْنَاس) o Shiqq (الشق) descrit com «la meitat d'un ésser humà» i que salta sobre una cama amb gran agilitat.
Douglas Hyde cita la descripció de Campbell en la seva col·lecció de folklore irlandès Beside the Fire (A la vora del foc) i fa referència a un manuscrit irlandès en què es descriu un monstre similar:
| « | Tenia una maça amb cadenes gruixudes a la seva mà flaca, amb vint cadenes, i cinquanta boles en cada cadena, i un encanteri verinós a cada bola, i una faixa de pells de cérvol que envolta el cos, i un ull al front del rostre de cara negra, i una mà nua i dura, molt peluda que surt del seu pit, i una cama vella i gruixuda que el recolza, i cobert per un mantell fosc i blau de plomes fosques trencades i dures, protegint el seu cos, i segurament era més semblant al diable que a l'home. | » |

Hyde suggereix que ambdues descripcions representen branques d'una tradició gaèlica comuna, i que la paraula fachan pot ser un diminutiu del fathach (gegant) irlandès i relacionat amb el famhair (gegant) escocès.